# Ghislain del Fosse et d'Espierres
Eugène Denis Ghislain del Fosse et d'Espierres (Doornik, 26 november 1805 - Sint-Joost-ten-Node, 19 oktober 1875) was een Belgisch senator.

## Levensloop
Hij was de jongste van vier kinderen van August del Fosse et d'Espierres (1762-1832) en van Alexandrine Errembault et d'Oroir (1774-1836). August verkreeg in 1816 adelserkenning met de titel van baron, overdraagbaar bij eerstgeboorte. Ghislain bleef dus jonkheer. Hij bleef ook ongehuwd.
Hij werd senator verkozen in juni 1847 voor het arrondissement Doornik, maar net als zijn broer Adolphe del Fosse et d'Espierres eindigde zijn mandaat op 13 juni 1848.
Hij was ook provincieraadslid voor Henegouwen van 1844 tot 1848 en werd in 1848 verkozen tot gemeenteraadslid van Doornik.
Hij was lid van een vrijmetselaarsloge en overleed als vrijgezel.